# マクロビウス

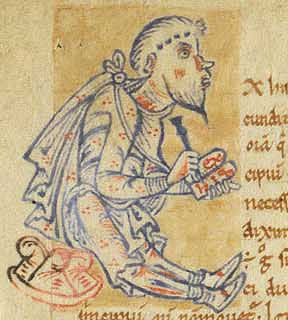
マクロビウス。12世紀画。

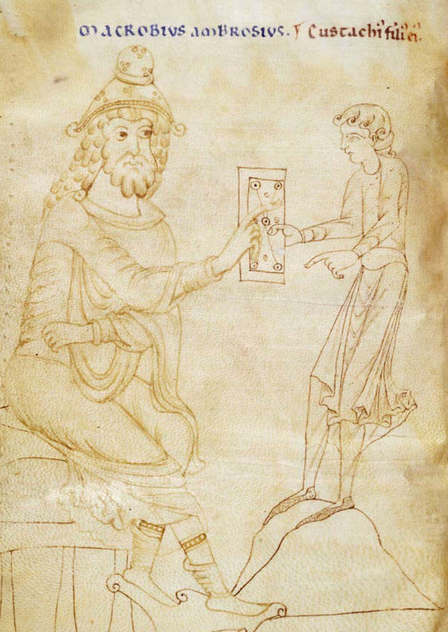
『スキピオの夢注解』を息子に授けるマクロビウス。12世紀画。

アンブロシウス・テオドシウス・マクロビウス（羅: Ambrosius Theodosius Macrobius fl.400年ごろ）は、帝政ローマ末期のラテン語著作家。現存する著作に『スキピオの夢注解』『サトゥルナリア』がある。

## 人物
生没年不詳。おそらくアフリカ属州出身。おそらく新プラトン主義者の非キリスト教徒（異教徒）。友人には異教徒のシュンマクスから、キリスト教徒のアルビヌスまでいた。430年、当時の高官はキリスト教徒ばかりだった中で、イタリアの近衛軍司令官を務めた。息子のために『スキピオの夢注解』と『サトゥルナリア』を書いた。

## 著作

### スキピオの夢注解

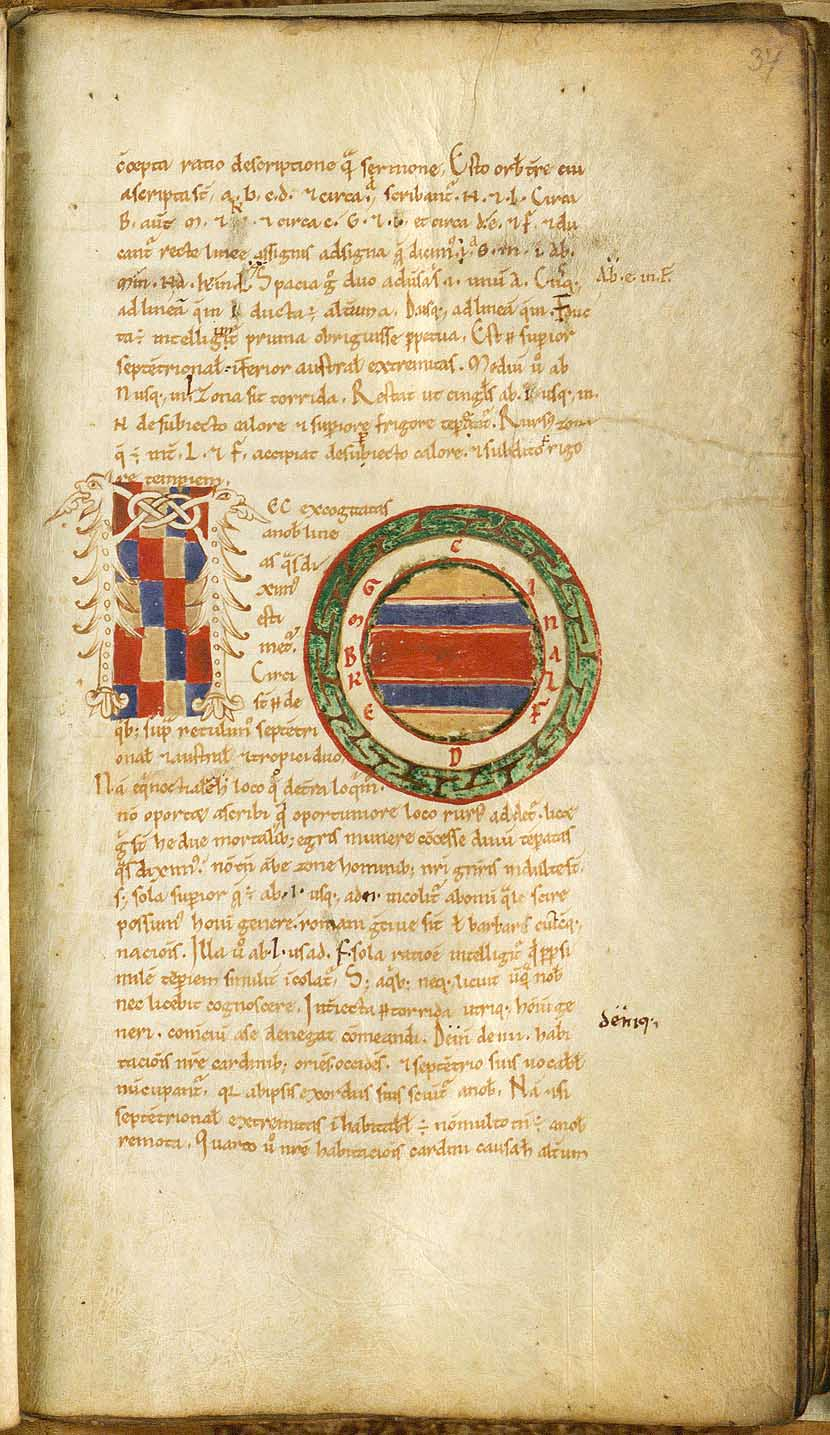
マッパ・ムンディが描かれた『スキピオの夢注解』写本

『スキピオの夢注解』（羅: Commentarii in Somnium Scipionis）は、前1世紀のキケロ『国家について』の挿話「スキピオの夢」に対する注釈書である。中近世ラテン世界において盛んに受容された。
注釈の文量は本文の約16倍に及ぶ。注釈の中では、新プラトン主義者・新ピタゴラス主義者の著作を引用しつつ、天球説、地球5地帯説、霊魂論、夢理論などを掘り下げている。また、キケロによる哲学と政治の統合を発展させ、「政治的美徳」の概念を提示している。

### サトゥルナリア
『サトゥルナリア』（羅: Saturnalia）は、サトゥルナリア祭の日に、マクロビウスと友人たちが行った、雑多な分野の対話をまとめた書物である。
なかでも、ウェルギリウス研究や、すべての神々は太陽の種々の相に過ぎないとする神話解釈が注目に値する。

### その他
『ギリシア語とラテン語の差違と類似について』（羅: De differentiis et societatibus graeci latinique verbi）は、9世紀のヨハネス・スコトゥス・エリウゲナのものと思われる要約のみが現存する。

## エポニム
エポニムに、月のクレーター「Macrobius」、南極の入江「Macrobius Cove」がある。